# Bándi Gyula
Bándi Gyula (Budapest, 1955. július 14. –) magyar jogász, egyetemi tanár, 2017 óta az alapvető jogok biztosának a jövő nemzedékek érdekeinek védelmét ellátó helyettese.

## Élete
1978-ban az Eötvös Loránd Tudományegyetem Állam- és Jogtudományi Karán summa cum laude minősítéssel szerzett jogász diplomát, majd 1983-ig a Gödöllői Agrártudományi Egyetem tudományos segédmunkatársaként, majd tudományos munkatársaként dolgozott. 1983 és 1990 között a Magyar Jogász Szövetség tudományos és nemzetközi kapcsolatokért felelős titkára, 1991-től 1992-ig a Magyar Jogász Egylet főtitkára volt. 1990-ben az állam- és jogtudományok kandidátusa lett.
1990-től 1999-ig az ELTE ÁJK egyetemi docense, 1992 és 1998 között pedig a genfi székhelyű Európai Rektori Konferencia COPERNICUS Környezetvédelmi Jogi Nyári Egyetem Programjának tudományos igazgatója volt. 1995-ben a Budapesti Ügyvédi Kamara tagja lett. 1998-ban habilitált. 1998 óta a Pázmány Péter Katolikus Egyetem Jog- és Államtudományi Karának tanszékvezető egyetemi tanára, 1999-től az ELTE ÁJK, 2001-től a Budapesti Műszaki és Gazdaságtudományi Egyetem egyetemi tanára, környezetvédelmi jogot oktat. 2003 és 2007 között a PPKE JÁK dékánja volt. 2014-ben az MTA doktora lett.
2017-ben az Országgyűlés az alkotmánybíróvá választott Szabó Marcel helyett hat évre az alapvető jogok biztosának a jövő nemzedékek érdekeinek védelmét ellátó helyettesévé választotta. Az Országgyűlés 2022 decemberi döntése alapján Bándi 2023. február 22-étől második hatéves ombudsmani ciklusát kezdheti meg. Újraválasztása kérdéses volt kritikus megnyilvánulásai miatt, többször felszólalt a harmadik, negyedik és ötödik Orbán-kormány fenntarthatóságot prioritásként nem kezelő gyakorlatai miatt, sikerrel támadott meg több környezetvédelmet hátrányosan érintő törvényt az Alkotmánybíróságon.
1992 és 2010 között az MTA Közigazgatás-tudományi Bizottságának, 1994-től 2000-ig, illetve 2014 óta az MTA Elnöki Környezettudományi Bizottság tagja, 2016-tól az MTA közgyűlésének képviselője. 1992-től 2012-ig a Környezeti Management és Jog Egyesület elnöke, 2012 óta örökös tiszteletbeli elnök. 2003 és 2007 között a Magyar Jogász Egylet Környezetvédelmi Jogi, 2004-től 2010-ig Tudományos és Oktatási, 2010 és 2015 között Tudományos Bizottságának elnöke volt. 2003-tól 2005-ig a Magyar Bioetikai Társaság alelnöke, majd 2013-ig elnöke volt. 2011 óta az Országos Környezetvédelmi Tanács MTA elnöke által delegált tagja, 2014 és 2016 között elnöke, majd 2017-ig alelnöke. 2015-től a Kisebbségi Jogvédő Alapítvány kuratóriumának alelnöke, majd elnöke.
Szakterülete a környezetvédelmi jog, kutatási területei közé tartozik a környezetvédelmi jog elmélete és struktúrája, valamint a környezetvédelmi jog közigazgatási eszközei is.

## Díjai, elismerései
- Pázmány Péter-díj (renovanda, 2005)
- EU Környezetjog Jean Monnet professzora (2006)
- Justitia Regnorum Fundamentum-díj (2013)
- Környezetvédelmi Életműdíj (Környezetvédelmi Szolgáltatók és Gyártók Szövetsége, 2016)
- Magyar Érdemrend tisztikeresztje (2016)